# 仁和街道
仁和街道，浙江省杭州市余杭区下辖的一个街道，位于余杭区东部，面积75.01平方公里，总人口6.5207万人。
辖区内有杭州钱江经济开发区。

## 辖区
仁和街道辖有：
- 社区(1)：獐山社区；
- 行政村(18)：新桥村、平宅村、普宁村、葛墩村、东塘村、三白潭村、永胜村、东风村、奉口村、洛阳村、渔公桥、永泰村、花园村、双桥村、栅庄桥、九龙村、东山村、云会村。